# Tropidodynerus hostis
Tropidodynerus hostis är en stekelart som först beskrevs av Nurse 1903.  Tropidodynerus hostis ingår i släktet Tropidodynerus och familjen Eumenidae. Inga underarter finns listade i Catalogue of Life.